# BT Industries
BT Industries – grupa producentów urządzeń transportu bliskiego istniejąca od 1946 roku. Firma została założona w Szwecji. Firma BT w 1947 roku pierwsza na świecie wyprodukowała ręczny wózek paletowy. Trzy lata później, w roku 1949 w wyniku współpracy Kolei Szwedzkich (SJ) i BT została opracowana i wyprodukowana standardowa paleta do przenoszenia towarów, określana mianem europalety.
Oddziały BT na świecie mieszczą się między innymi w: Wielkiej Brytanii, Niemczech, Danii, Belgii, Kanadzie i Francji. W 1991 roku firma otworzyła przedstawicielstwo w Polsce.
BT Industries zatrudnia ponad 8000 pracowników, obrót roczny wynosi ponad 1,4 mld euro. Produkcja odbywa się w siedmiu fabrykach, w czterech krajach (Szwecja, Francja, Włochy, Stany Zjednoczone). BT Industries sprzedaje swoje wyroby pod markami "BT", "Raymond", "Liffrite" oraz "Cesab".
Od 2000 roku BT Industries jest częścią korporacji Toyota. W 2006 roku BT Industries i Toyota Forklifts zostały przekształcone w Toyota Material Handling Group.
BT Industries
BT Polska